# 木原琴美
木原 琴美（きはら ことみ、1997年10月30日 - ）は、日本のAV女優。LINX所属。

## 略歴・人物
石川県出身。
趣味はコスプレ。
2020年1月にAVデビュー。

## 出演作品

### アダルトDVD
2020年
- 喉奥処女 AV Debut!!（1月31日、ワープエンタテインメント）
- 顔出し解禁!! マジックミラー便 大手一流企業に勤めるインテリOLさん 仕事中に人生初の素股編 vol.03ギンギンに勃起したデカチンを赤面まんコキ! 恥ずかしさと気持ちよさで濡れ出したエリートオマ○コにヌルっと挿入! in新宿&虎ノ門 10人全員SEXスペシャル!!（2月19日、ディープス）
- バイト先で知り合ったムッツリスケベのことみちゃん 超言いなりドMっ娘にデカマラ他人棒で生中出し輪●（2月26日、毒宴会）※「ことみ」名義
- コタツの中で内緒で悪戯 「ちょっと!?彼氏に気づかれちゃうよぉ!」 カレの友人に寝取られ本気で生SEX! 3（3月10日、ブリット）
- 女子旅 015 女友達二人のプライベート自撮り撮影旅行―。（3月27日、ゴーゴーズ）※「サリナ」名義
- ザ・面接 VOL.165 セックスレス主婦やメンズエステのまたぐら熟女 「本当はダメですよ」「チョッとだけですよ」「今日だけですよ」（3月30日（レンタル）/5月29日（セル）、アテナ映像）
- 素人生撮りナンパ道 Vol,01（4月10日、ホットエンターテイメント）
- 肛門膣穴喉奥オフィスレディ メス穴熱狂狂乱エクスタシー（4月11日、えむっ娘ラボ）※「みなみ」名義
- 素人18歳ナンパ GET!! No.212 新大久保で見つけたバイブスやばい18歳 タピオカよりもHに夢中編（5月7日、桃太郎映像出版）
- 教育実習で母校に行ったらいつのまにか女子校になっていて、男はなんとボク1人!! そこの女生徒たちは意地悪で新任教師いじめと言わんばかりにボクの事を辞めさせようと企んでいたんです!毎日みんなしてあの手この手で誘惑してきて、ボクが誘惑に乗ると『セクハラされた!』とでっち上げで辞めさせるつもりなんです!だから勃起しながらも何とか我慢してました。しかし、放課後に呼び出されたり、家まで押しかけてきて「先生‥私、悪い生徒になっていいですか」と、目の前でスカートを上げパンツを見せてくるもんですから我慢の限界です!いきなり女生徒のパンツをずり下ろし、デカチンハードピストンで連続中出ししてやると、体をピクピクさせてイキまくり!!止めないでと今度は女生徒の方からボクを求めてきました!!ボクをハメようとした女生徒たちはボクのデカチンをハメられて快楽堕ち!ボクを辞めさせる計画を忘れて何度もイキまくり!!（5月7日、Hunter）
- 密室の性行為 風呂場でやる!（5月13日、FAプロ）
- 催眠セミナーLIVE 被験者:文系サークル女子3名（5月13日、ヒプノシスラボ）
- なりきりナンパの職業どうでしょう シェフ編（5月23日、ビッグモーカル）
- 居酒屋ナンパ痴漢 6 金曜の夜なのに女同士で仕事帰りに飲みに来ているおばさん二人組はどうせ彼氏もいないからイケメン年下男子の強引なやらせろオーラを出されても内心嬉しい…（5月27日、グラフィティジャパン）
- 愛しのデリヘル嬢 20 【DQN】素人売春生中出し 盗撮強制撮り下ろし デリヘル呼んだら可愛すぎる自撮りY●uTub●r女子?だった件 ゲロイラマに生理マ●コに中田氏したった【泣】（6月4日、プラム）
- 女子大生を泥●させてお持ち帰り! メキメキ生挿入ひぃひぃ呻くアナル姦! #03（6月10日、ブリット）
- 処女アナル・オークション 商品名・舞子（6月12日、FIRST STAR）※「舞子」名義
- 私の愛娘2人のアナル、開店セール大特価￥3,980（6月19日、キチックス）
- 高級メンズエステの密着娘にコッソリ電マを当てたら、やれるのか! パンツ丸見えのミニスカ、下着の透けるシャツ、オイルまみれで密着してお尻も食い込みも丸見え、興奮しているように密着スリスリ… なのでドサクサ紛れに隠し持った小型の電マを当ててみると…なんとハアハア本気汁!彼女たちも密着しながら興奮していたらしい!!感じまくる娘にソソられチ○ポをしゃぶられ、おねだりされたら、ぶち込んでやらなくては男ではありません!ぶち込み昇天FUCKです!!（6月25日、SOSORU×GARCON）
- 「貴方ごめんなさい…」といいながらも遺影の前で何度もイカされてしまう未亡人 第2章（6月27日、グラフィティジャパン）
- 人妻をモノにする 力づくの情事（7月1日、FAプロ）
- どこでもフェラさせられちゃう素人娘たち 5 13人（7月7日、かぐや姫Pt）

### アダルトサイト
「MGS動画」
- 【初撮り】【ドM気質】【学生の最後に..】説明不足で面接だけのつもりだった彼女を執拗に責めると、M気を出しだらしなく喘ぐ.. 応募素人、初AV撮影 121（2020年1月6日、シロウトTV）※「琴美」名義

「パラダイステレビ」
- ど田舎で見つけたピュアすぎる女の子がＡＶ撮影のために上京してくれました 1 〜バック大好きドＭのいずみちゃん（2020年3月18日）※「いずみ」名義

「FANZA」
- まりん&ことみ（2020年5月1日、素人熟女図鑑）※「ことみ」名義